# الفبای فرانسوی
الفبای فرانسوی، متشکل از ۲۶ حرف از الفبای لاتین، هم بزرگ و هم کوچک، به همراه پنج دایکریتیک و دو حرف ترکیبی است.

## اسامی حروف
| حرف | نام                  |
| --- | -------------------- |
| A   | /ɑ/                  |
| B   | /be/                 |
| C   | /se/                 |
| D   | /de/                 |
| E   | /ø/                  |
| F   | /ɛf/                 |
| G   | /ʒe/                 |
| H   | /aʃ/                 |
| I   | /i/                  |
| J   | /ʒi/                 |
| K   | /ka/                 |
| L   | /ɛl/                 |
| M   | /ɛm/                 |
| N   | /ɛn/                 |
| O   | /o/                  |
| P   | /pe/                 |
| Q   | /ky/                 |
| R   | /ɛʁ/                 |
| S   | /ɛs/                 |
| T   | /te/                 |
| U   | /y/                  |
| V   | /ve/                 |
| W   | ‎/dubləve/ "double v"‎ |
| X   | /iks/                |
| Y   | ‎/iɡʁɛk/ "i grec"‎     |
| Z   | /zɛd/                |

## دایکریتیک‌ها
علائم دایکریتیک عمده عبارت‌اند از: اکسان اِگو (´)، اکسان گغَو (`) و اکسان سیغْکُنْفْلِکْس (ˆ)، تغِما (¨)، و سدیی(دندانه زیر حرف ç)c)). دایکتریتیک‌ها هیچ تأثیری بر ترتیب ابتدایی الفبایی ندارند.
- اکسان اِگو (é): بر روی یک e نشان از تلفظ‌شدن به صورت ai در انگلیسی بدون اتحاد دو صوت دارد. در زبان فرانسوی مدرن، معمولاً یک é زمانی به کار می‌رود که ترکیبی از e و یک حرف بی‌صدا مانند s'، در گذشته استفاده می‌شده است:  écouter < escouter. این نوع اکسان، در زبان انگلیسی، acute accent نام دارد.
- اکسان گغو (à, è, ù): روی a یا u در وهلهٔ نخست برای تمییز کلمات متشابه‌الصوت است: à (به) در برابر a (دارد)، ou (یا) در برابر où (کجا). بر روی یک e نشان از تلفظ‌شدن به صورت /ɛ/ دارد. در زبان انگلیسی به این نوع اکسان، grave accent گویند.

- سیخکنفلکس (â, ê, î, ô, û): بر روی یک a، e یا  o به ترتیب نشان از تلفظ به صورت‌های /ɑ/، /ɛ/ یا /o/ دارد. (تمایز میان a /a/ در برابر â /ɑ/ در بسیاری از لهجه‌ها در حال از بین‌رفتن است). اغلب نشان از حذف یک حرف مجاور دارد (معمولاً یک s یا یک حرف صدادار). هم‌چنین برای تمایز میان نویسه های هم صدا به کار می‌رود: du (ترکیب de و le) در برابر dû (اسم مفعول devoir به معنی «مجبور بودن به انجام عملی»؛ توجه شود که به این دلیل به صورت dû نوشته می‌شود که یک حرف e از کنارش برداشته شده است:deu).

## منبع
- Wikipedia contributors, "French alphabet," Wikipedia, The Free Encyclopedia, http://en.wikipedia.org/w/index.php?title=French_alphabet&oldid=370913909  (accessed July 6, 2010).